# ضیاءالدین نیک‌نفس
 محمدضیاءالدین نیک‌نفس (۲۸ شهریور ۱۳۶۵ - سنندج) بازیکن فوتبال اهل ایران است.
او از ابتدا در تیم پرسپولیس بازی کرده و در سال ۱۳۸۸ به تیم صنعت نفت آبادان پیوست. نیک‌نفس توانایی بازی در پست مدافع راست و دفاع مرکز را دارد.

## افتخارات
- جام خلیج فارس قهرمان:۱
  - ۱۳۸۶-۸۷
- جام حذفی ایران ۱۳۸۹ قهرمان: ۱